# Istocheta subcinerea
Istocheta subcinerea är en tvåvingeart som först beskrevs av Borisova 1966.  Istocheta subcinerea ingår i släktet Istocheta och familjen parasitflugor. Arten har ej påträffats i Sverige. Inga underarter finns listade i Catalogue of Life.